# Курганский автобусный завод
«КАВЗ» (ранее Курга́нский авто́бусный завод имени 60-летия Союза ССР (КАвЗ)) — производитель автобусов в России. Расположен в городе Кургане. С  2001 года входит в состав «Группы ГАЗ», а с 2005 года входит в Дивизион «Автобусы» холдинга «Группа ГАЗ».
ООО «КАвЗ» является дочерним предприятием ОАО «ГАЗ» (доля в уставном капитале 100 %). Функции единоличного исполнительного органа данного общества выполняет управляющая организация — ООО «УК „Группа ГАЗ“».

## История
Первоначально, с 1953 года, завод строился в системе оборонного комплекса как расширение Курганского механического завода № 603, производившего средства воспламенения для артиллерии и детали для сельскохозяйственного машиностроения. 19 сентября 1957 года вышло Распоряжение Совета Министров РСФСР о передаче производства автобуса марки ПАЗ-651А с Павловского автобусного завода в Курган и организации производства автобусов КАвЗ-651 капотного типа на базе автомобиля ГАЗ-51.
14 января 1958 года Курганский автобусный завод выпустил первый автобус. Всего в 1958 году выпущено 508, в 1959 году — 1511, в 1960 году — 3434 автобуса.
За первые 5 лет завод достиг проектной мощности — 5000 автобусов в год. В 1962 году завод перекрыл проектную мощность и выпустил 5251 машину. К 1967 году автобусостроителями было выпущено 50 тыс. автобусов базовой модели.
С 1963 года издавалась многотиражная заводская газета «Авангард».
В период с 1962 по 1977 годы на заводе при содействии Ликинского автобусного завода был создан и построен ряд опытных образцов городского автобуса средней вместимости КАвЗ-3100 («Сибирь»), который представлял собой укороченный, на одну кузовную секцию, вариант автобуса ЛиАЗ-677 с двигателем ЗиЛ-130. Однако в серийное производство эта модель не была пущена из-за отсутствия свободных площадей завода, для которого Минавтопром СССР давал более важное задание — производство капотных автобусов для вахтовиков лесозаготовительной промышленности. Ещё одним нереализованным проектом стал автобус большой вместимости КАвЗ-5252, который представлял собой удлинённый вариант дизельного автобуса средней вместимости ЛАЗ-4202, разработанного в ВКЭИ автобусостроения во Львове. Кроме того в 1985 г. в рамках эксперимента в Кургане изготовили несколько автобусов КАвЗ-52561, аналогичных ЛиАЗ-5256.
С 1971 года взамен устаревшей модели 651 завод начал производство капотных автобусов КАвЗ-685, переименованных позже в КАвЗ-3270. Затем с изменением базового грузовика модель автобуса соответственно изменилась на КАвЗ-3976.
В 1981 г. с использованием кузова КАвЗ-685 была выпущена партия вахтовых автобусов для нефтяников КАвЗ-49471 на шасси «Урал-375».
В 1985 г. для горных районов страны был разработан аналогичный автобус, но на шасси ЗИЛ-130. Он получил индекс 4959 и был выпущен в Кургане в пяти экземплярах. Затем документацию передали в Киргизию, на Токмакский авторемонтный завод, где вместо кузова КАвЗ-685 должен был использоваться кузов ТАРЗ-002В.
В 1986 году для подготовки рабочих кадров при заводе было открыто СПТУ-34.
11 июля 1992 года завод стал акционерной компанией АК «КАвЗ».
В 1990-е годы в связи с изменением в отраслях народного хозяйства, в том числе сельского, резко снизился потребительский спрос на дешёвые громоздкие капотные автобусы малой вместимости на шасси грузовиков, основным потребителем которых являлись совхозы, колхозы, госпредприятия отраслевых министерств. Начался спад производства: если в 1989 году выпущено 20 тыс. автобусов, то в 1994 году — 4 тыс., в 1995 году — 1186, в 1997 году — 769 машин. Численность работающих на КАвЗе: в 1968 году — 1594 чел., в 1970 году — 2076 чел., в 1980 году — 3955 чел., в 1990 году — 4513 чел., в 1999 году — 3300 чел. К 1993 г. заводом проведена подготовка и организовано производство нового семейства автобусов вагонной компоновки агрегатной сборки со вместимостью 24 пасс. места, в объёме 150—200 шт. в год. Именно здесь в 1992 году изготавливаются первые автобусы вагонной компоновки КАвЗ-3275, КАвЗ-32784, КАвЗ-3278 отличающиеся более высоким уровнем комфортабельности и соответствующие международным требованиям по безопасности.
В 1995 г. завод, пытаясь поправить финансовое положение, изготовил несколько микроавтобусов на шасси ГАЗ-33021 «ГАЗель» — КАвЗ-3272 (7-11 мест), КАвЗ-32722 (5-7 мест) и КАвЗ-32721 (грузопассажирская версия), причём часть образцов имела отдельный от салона пассажирский модуль. Потребителей этот неудачный проект не нашёл.
В 1996 г. завод изготовил автокемпер «Мотохата» на базе «ГАЗели» (подробнее см. ниже), был создан прототип автобуса на шасси ЗИЛ-5301 — КАвЗ-3241, серийно выпускавшийся на дочернем предприятии КАвЗа ТОО «Вика ЛТД» под индексом 3244 (подробнее см. ниже). Также с середины 90-х в небольшом количестве некоторое время выпускали «Икарусы».
В 1997 г. по заказу «Спецгазавтотранса» завод выпустил партию вахтовых КАвЗ-4224, созданных аналогично модели 49471, но уже на шасси «Урал-4320».
С целью удовлетворения потребностей рынка в автобусах для перевозки вахтовых бригад в 1998 году создано семейство КАвЗ-4229 на «зиловском» шасси, в то время выпускаемом Уральским автомоторным заводом; в 2002 г. создаются современные «вахтовки» на шасси «Урал» (подробнее см. ниже).
В ходе стратегии вывода предприятия из предбанкротного состояния в 2001 году Курганским автобусным заводом был разработан школьный автобус, наиболее полно отвечающий требованиям ГОСТ к автобусам для перевозки детей. Первый заказ на поставку автобусов, в рамках программы «Школьный автобус», КАвЗ выполнил в 2001 году в количестве 55 штук для Ярославской области. За два года с начала реализации программы в рамках национального проекта «Образование» Курганским автобусным заводом изготовлено и поставлено около 3 тыс. школьных автобусов во все регионы РФ. Ряд школьных автобусов был поставлен заводом в Республику Беларусь, Казахстан и Украину.
14 марта 2006 года ОАО «Курганский автобусный завод» прекратило деятельность на основании определения арбитражного суда о завершении конкурсного производства.

### ООО «КАВЗ»
19 июня 2003 года создано ООО «КАВЗ», вошедшее в холдинг «РусПромАвто» Олега Дерипаски. В 2005 году в связи с реорганизацией «РусПромАвто» КАвЗ вошёл в дивизион «Автобусы» группы «ГАЗ», объединяющий основных производителей автобусной и автомобильной техники в России.
Вхождение в холдинг открыло перед заводом перспективу производственного развития предприятия. Руководством компании было принято стратегическое решение — организация на Курганском автобусном заводе производства автобусов среднего класса ПАЗ-4230 «Аврора». С 2003 года производство разных модификаций этих автобусов было налажено на КАвЗе. Удлинённая версия этого автобуса (ПАЗ-4238 «Аврора») стала выпускаться на Курганском автобусном заводе под индексом КАвЗ-4238 в 2006 году. В 2008 году в связи с ужесточением экологических стандартов была разработана модель КАвЗ-4235, которая сменила на конвейере ПАЗ-4230.
Курганский автобусный завод постоянно расширяет географию поставок не только в России и странах СНГ, но и стран Дальнего Зарубежья. С 2009—2011 годов в Республику Никарагуа поставлено 380 автобусов КАвЗ, предназначенных для обновления транспортного парка страны.
В 2013 году на заводе работало около 600 человек, в 2014 году — около 400 человек.
Сегодня[когда?] у предприятия имеются все ресурсы для обновления производства: проводится реконструкция, модернизация технологических потоков, закупается новейшее оборудование с числовым программным управлением для обработки трубных заготовок, лазерного комплекса для резки заготовок.

## История капотных автобусов КАвЗ
С основания предприятия в 1958 году автобусы КАвЗ традиционно базировались на удлинённых грузовых шасси Горьковского автозавода — без кабины, но с сохранением оперения от базовых грузовиков. Соответственно, на шасси ГАЗ-51А в 1958—1971 годах выпускался капотный 20-местный КАвЗ-651А; в 1971—1984 годах на автобусном шасси ГАЗ-53-40 — 21-местный автобус КАвЗ-685, переставленный в 1984 году на шасси ГАЗ-53-12, и после модернизации в 1986 году получивший индекс КАвЗ-3270. Модели 685 и 3270 были самыми массовыми в истории не только КАвЗа, но и мирового автобусостроения, так как годовые объёмы их производства в 1970—1980-х годах достигали 18—20 тыс. машин в год (пик в 1989 году — 20 008 шт.). С 1989 года на автобусном шасси ГАЗ-33074 была освоена базовая модель 20-местного автобуса КАвЗ-397620. Индекс базовой модели поменялся с «2» (класс «автобусы») на «9» (класс «спецмашины») для упрощения сертификации спецверсий. Впоследствии на базе модели 397620 выпускался целый ряд грузопассажирских и специальных (санитарные, ритуальные (катафалк), оперативно-служебные (автозак) и т. д.) модификаций.
В 1993 году был создан автобус КАвЗ-39765 на 28 посадочных мест на шасси ГАЗ-33074, удлинённом по колёсной базе с 3700 до 4550 мм. С 2001 года на его базе серийно выпускался школьный автобус КАвЗ-397653. В опытной серии существовал и ещё более длинная 35-местная модификация КАвЗ-39769, но она в серию так и не пошла из-за проблем с прочностью рамы. С 2003 г. выпускали КАвЗ-39766 на полноприводном шасси ГАЗ-3308«Садко». В 2005—2007 годах на базе среднетоннажного грузовика ГАЗ-3310«Валдай» небольшой серией выпускался капотный автобус КАвЗ-32081. Объёмы выпуска автобусов КАвЗ в 1990-х годах по сравнению с 1970—1980-ми годами сократились на порядок (до примерно 2 тыс.). За свою историю КАвЗ произвёл около 450 тыс. капотных автобусов.
Выпуск всех капотных автобусов КАвЗ был прекращён в конце 2007 года в связи с планами модернизации предприятия и переходом на выпуск принципиально новой продукции в виде городских среднеразмерных низкопольных автобусов модели 4239, выполненных на китайских агрегатах (шасси и силовая установка). Соответственно вся производственная линия по сборке «капотников» была «полностью реконструирована» (сдана в металлолом). Стоимость последних капотных моделей КАвЗ составляла на момент закрытия производства от 525 тысяч рублей, что ставило данный автобус вне конкуренции с более дорогой и менее качественной продукцией китайского автопрома или содержащей китайские комплектующие — на тот же момент бескапотный КАвЗ-4239 на китайском шасси оценивался уже в 2,57 млн рублей — ценой пяти капотных автобусов.
В 1998—2007 годах дочернее предприятие КАвЗа ООО «Вика ЛТД» выпускало на стандартном шасси ЗиЛ-5301БО автобус малого класса КАвЗ-3244 вместимостью 29 пассажиров (мест для сидения —15) с дизельным двигателем ММЗ Д-245 мощностью 109 л. с. с турбонаддувом. На удлинённом шасси ЗиЛ-5301ЕО выпускалась также модификация КАвЗ-32441 вместимостью 19—22 пассажира. 
В 1998 г. КАвЗ представил семейство автобусов на шасси ЗиЛ, выпускаемом Уральским автомоторным заводом - пригородных КАвЗ-422910 (дизельная версия)/422912 (карбюраторная версия) было построено 6 экземпляров; междугородных КАвЗ-422901 (дизельная версия)/422903 (карбюраторная) на удлинённом шасси было построено 3 штуки. Полноприводные трёхосные КАвЗ-422990 (дизельный)/422991 (карбюраторный) выпускались примерно до 2000 г., их построили около двадцати штук. В 2002 г. было построено три вахтовки на шасси «Урал-4320». Первая, КАвЗ-422440, была сделана в одном экземпляре по заказу «Сургутнефтегаза». Две другие представляли собой её укороченный вариант под названием КАвЗ-42243.

## Современный модельный ряд
В конце 2007 года со снятием с производства семейства КАвЗ-3976 закончилась 50-летняя история курганских капотных автобусов малого класса на шасси грузовиков марки ГАЗ. Мелкосерийное производство полукапотного автобуса КАвЗ-3244, осуществлявшееся дочерней фирмой ООО «Вика ЛТД», свёрнуто в 2007 году.
Производственная программа КАвЗа на 2009 год состояла из заднемоторных среднеразмерных автобусов модернизированного семейства «Аврора» КАвЗ-4235«Аврора» и КАвЗ-4238«Аврора» для пригородного и междугороднего сообщения, а также городского низкопольного автобуса КАвЗ-4239.
Модельный ряд завода включает автобусы среднего класса КАвЗ-4235«Аврора» и КАвЗ-4238«Аврора» в городской и пригородной, школьной модификации. В 2010 году Курганский завод провёл первый этап рестайлинга базовых моделей. Автобусы получили изменённую переднюю маску, новый двигатель, трансмиссию, электрооборудование. В 2011 году завод приступил ко второму этапу — автобусы получат новый интерьер.
В 2011—2012 годах автобусы КАвЗ оснащаются двигателями ЯМЗ-534 и Cummins экологического стандарта Евро-4.
В 2017 году в производство был запущен автобус КАвЗ-4270.

## Директора
- 20 августа 1953 года — 1961 год Клинский, Виктор Павлович
- 1961—1974 Журавлёв, Геннадий Александрович
- 1974—1986 Гришков, Анатолий Александрович
- 1986—1988 Соболев, Анатолий Николаевич
- 1988—1995 Назаренко, Виктор Григорьевич
- 1995—1996 Пшеничников, Николай Дмитриевич
- 1996—1998 Бельков, Сергей Иванович
- 1998—2002 Сапожников, Александр Алексеевич
- 2002—2003 Тихоненко, Михаил Андреевич
- 12 июня 2004—14 марта 2006 Соловьёв Вадим Павлович (конкурсный управляющий)
- 27 сентября 2005 — 1 марта 2007 Кадылкин, Виктор Сергеевич
- Со 2 февраля 2010 — ООО «Управляющая компания „Группа ГАЗ“»:
  - 2007—2011 — Шалаев, Олег Викторович (управляющий директор)
  - с 2011 Алсараев, Александр Викторович (с 2024 г. — генеральный директор, 2015-2024 г.г. — управляющий директор, до 2015 — и. о. управляющего директора)

Президент АО «Курганский автобусный завод» Антошкин, Александр Сергеевич убит 4 декабря 2002 года.

## Награды завода
- В 1973 году опытная партия автобуса городского типа КАвЗ-3100 на международной выставке «Автосервис-73» была удостоена Почётного диплома.
- В 1982 году Указом Президиума Верховного Совета РСФСР Курганскому автобусному заводу, неоднократно занимавшему 1 место среди предприятий своей отрасли, было присвоено имя 60-летия Союза ССР. Автобус КАвЗ-685 М удостоен государственного Знака качества.
- В 1994 году на международной Московской выставке «Моторшоу-94» автобус КАвЗ-3276 на шасси фирмы «MAN», оптимизированный немецкой фирмой «Эрнст Аувертер» удостоился титула «Звезды салона».
- В 1995 году благодаря творческой работе конструкторов и дизайнеров завода был создан первый Российский «кемпер» на шасси ГАЗ-3302. «Мотохата» имела большой успех на Московском «Автосалоне-95» и получила высокую оценку министра по чрезвычайным ситуациям С. К. Шойгу и президента швейцарской туристической фирмы — заказчика данной модели Карла Экштайна.
- В 1998 году получен Диплом 100 лучших товаров России (КАвЗ-3244), Москва.
- В 1999 году получен Диплом за лучший экспонат (КАвЗ-32441) на международной выставке-ярмарке «ТрансСиб-Экспо», Кемерово.
- В 1999 году КАвЗ получил диплом III степени и бронзовую медаль за разработку новых типов автобусов на Московской выставке «Москва. Регионы России» (модель автобуса КАвЗ-3244«Бычок»)
- В 1999 году Звание Лауреата Молодёжной премии присвоено коллективу ООО «Вика» за создание единственного в России социального такси для инвалидов (КАвЗ-3244 для инвалидов).
- В 2002 году получен Диплом I степени и золотая медаль (КАвЗ-39765 «школьный») за лучший экспонат, выставка-ярмарка «Экспо-Сибирь», Кемерово.
- В 2010 году автобусу для перевозки детей присвоен знак «100 лучших товаров России».
- В 2011 году городскому низкопольному автобусу присвоен знак «100 лучших товаров России».

## Награды коллектива
- Орден Ленина — 2 чел.
- Орден Трудового Красного Знамени — 16 чел.